# Agronomija
Agronomija je znanost o obradi zemlje (poljodjelstvo) i o poljoprivredi općenito.
Bavi se svim pitanjima koja se odnose na proizvodnju osnovne ljudske i životinjske hrane, i obnovljive izvore energije. Postoje različita polja poljoprivrednih znanosti: osnovna podjela je: ratarstvo, stočarstvo, poljoprivredna ekonomija, poljoprivredni zemljopis, poljoprivredno inženjerstvo i organski uzgoj.

## Vanjske poveznice
Mrežna mjesta
- agronomija Hrvatska enciklopedija
- Agronomija Hrvatska tehnička enciklopedija, portal hrvatske tehničke baštine. LZMK